# Dipoena gui
Dipoena gui là một loài nhện trong họ Theridiidae.
Loài này thuộc chi Dipoena. Dipoena gui được Chuandian Zhu miêu tả năm 1998.